# فرانسیس: برایم دعا کن
فرانسیس: برایم دعا کن (انگلیسی: Francis: Pray for Me) یک فیلم آرژانتینی است که در سال ۲۰۱۵ منتشر شد.

## بازیگران
- داریو گراندینتی در نقش پاپ فرانسیس
- سیلویا آباسکال
- لتیسیا بردیسه
- آلخاندرو آوادا
- امیلیو گوتیه‌رس کابا
- امیلیو گاویرا
- آنتونیو دل رئال